# Coppa del mondo turismo
La Coppa del mondo turismo FIA (FIA World Touring Car Cup), abbreviata in WTCR in riferimento all'uso dei regolamenti TCR, è stato un campionato automobilistico promosso dalla Eurosport Events e omologato dalla FIA, nato nel 2018 dalla fusione tra il campionato del mondo turismo e le TCR International Series. 
Il campionato, era riservato a vetture turismo, adottava specifiche TCR e ha perso la denominazione di "campionato del mondo" a causa del nuovo regolamento che vietava ai costruttori di parteciparvi in maniera ufficiale, andando a sostituito il campionato del mondo WTCC.
Nel 2023 è soppresso e sostituito dal TCR World Tour.

## Storia
Nel 2014, il campionato del mondo turismo, spesso abbreviato in WTCC, aveva introdotto un nuovo ciclo di specifiche denominate TC1. Nonostante queste nuove specifiche abbiano attirato diversi costruttori (Citroën, Honda, Lada e in seguito Volvo), molte scuderie private erano state costrette ad abbandonare il campionato a causa degli elevati costi di queste nuove regolazioni. Contemporaneamente sono state fondate le TCR International Series, campionato su cui si basava sulle specifiche della SEAT León Cup Racer, la vettura costruita dalla SEAT per il suo campionato monomarca, la SEAT León Eurocup. Questa nuova competizione, grazie ai costi nettamente più bassi rispetto a quelli del WTCC, aveva riscosso immediatamente un grande successo, attirando molte scuderie fuoriuscite da quest'ultimo campionato. Nonostante ciò il WTCC, forte dell'impegno di tre costruttori ufficiali (poi diventati quattro con l'arrivo di Volvo) aveva comunque continuato a funzionare seppur con un numero ridotto di vetture. Le cose sono cambiate al termine della stagione 2016, quando Citroën e Lada avevano annunciato il ritiro dal WTCC; questo aveva portato a una stagione 2017 con sole 16 vetture regolari in griglia. Questo aveva portato a fine 2017 alla fusione tra i due campionati.
Il nuovo campionato, denominato coppa del mondo turismo, aveva perso la denominazione di "campionato del mondo" a causa della regola derivata dalle TCR International Series di vietare l'impegno ufficiale ai costruttori. Inoltre il nuovo regolamento, approvato dalla FIA, prevedeva un numero massimo di 26 iscritti regolari più due wild card per gara, con un privilegio riservato alle scuderie che nel 2017 avevano corso nel WTCC o nelle TCR International Series e un'iscrizione di 150.000€ per vettura. Il nuovo formato era inoltre previsto tre gare per evento.
A seguito di varie difficoltà riguardanti il formato WTCR, a partire dalla stagione 2023, è stato sostituito dal neonato TCR World Tour, composto da gare selezionate da varie serie TCR nazionali in tutto il mondo, che si differenzia dal WTCR (che aveva un proprio calendario stagionale principalmente indipendente dalle altre serie TCR).

## Sistema di punteggio
| Position | 1° | 2° | 3° | 4° | 5° | 6° | 7° | 8° | 9° | 10° |
| Points   | 25 | 18 | 15 | 12 | 10 | 8  | 6  | 4  | 2  | 1   |

## Albo d'oro
| Anno | Pilota campione   | Vettura               | Scuderia campione           | Vettura               |
| ---- | ----------------- | --------------------- | --------------------------- | --------------------- |
| 2018 | Gabriele Tarquini | Hyundai i30 N TCR     | M.Racing - YMR              | Hyundai i30 N TCR     |
| 2019 | Norbert Michelisz | Hyundai i30 N TCR     | Cyan Racing Lynk & Co       | Lynk & Co 03 TCR      |
| 2020 | Yann Ehrlacher    | Lynk & Co 03 TCR      | Cyan Racing Lynk & Co       | Lynk & Co 03 TCR      |
| 2021 | Yann Ehrlacher    | Lynk & Co 03 TCR      | Cyan Racing Lynk & Co       | Lynk & Co 03 TCR      |
| 2022 | Mikel Azcona      | Hyundai Elantra N TCR | BRC Hyundai N Squadra Corse | Hyundai Elantra N TCR |